# Sarah Kisawuzi
Sarah Ssentongo Kisawuzi es una actriz ugandesa más conocida por su papel de Nalweyiso en la serie dramática de NTV 2013 Deception.

## Carrera
Kisawuzi ganó fama como Nalweyiso, personaje que interpretó en la serie dramática Deception de 2013 a 2016 y por el cual ganó el premio a Mejor Actriz en los Uganda Entertainment Awards 2015. Más tarde interpretó otros papeles como la abuela en  Queen of Katwe en 2016 y en la telenovela ugandesa Second Chance. Interpretó a Mama Stella en la película contra la violencia de género del 2019 Bed of Thorns y a Barbara Batte en la serie dramática de televisión del 2019, Power of Legacy. También protagonizó el cortometraje Smart Attempt de Usama Mukwaya de 2012, y las producciones de Mariam Ndagire Because of you, Hearts in Pieces (2009) y Where we Belong (2011). En 2019 se anunció que consiguió un papel en una producción de Hollywood titulada "Little America".

## Filmografía
| Año  | Título           | Rol               |
| ---- | ---------------- | ----------------- |
| 2019 | Bed of Thorns    | Mama Stella       |
| 2019 | Power of Legacy  | Barbara Batte     |
| 2016 | Queen of Katwe   | Abuela de Katende |
| 2016 | Second Chance    |                   |
| 2013 | Deception        | Nalweyiso         |
| 2012 | Smart Attempt    |                   |
| 2011 | Where We Belong  |                   |
| 2009 | Because of You   |                   |
| 2009 | Hearts in Pieces |                   |